# Wilhelmine Bardua
Johanna Wilhelmine Auguste Sophie „Mine“ Bardua (* 26. Mai 1798 in Ballenstedt; † 17. Juni 1865 ebenda) war eine deutsche Schriftstellerin, Dichterin, Sängerin, Gesangspädagogin, Dramaturgin und Salonnière.

## Leben
Wilhelmine Bardua wurde 1798 als Tochter des Johann Adam Bardua, Kammerdiener des Erbprinzen Alexius von Anhalt-Bernburg, und der Sophie Sabine Kirchner in Ballenstedt im Harz geboren. Caroline Bardua war ihre ältere Schwester.
Einer ihrer ersten Lehrer wurde von 1805 bis 1807 Johann Heinrich Meyer in Weimar. In Weimar lernte sie auch Johann Wolfgang von Goethe kennen. Ab 1815 lebte sie mit Caroline zusammen, die in Halle an der Saale Fuß gefasst hatte. Dort verkehrten beide u. a. mit August Hermann Niemeyer und August Ferdinand Naeke, mit dem Wilhelmine später in Briefwechsel stand.
Im Jahr 1819 kamen beide Schwestern, die zeitlebens unverheiratet blieben, nach Berlin, wo sie einen Salon führten. Einer der Gäste war der Dichter August Friedrich Ernst Langbein. Wilhelmine war zudem 1820–25 Mitglied der berühmten Berliner Sing-Akademie.
1827 mussten die beiden Schwestern aus finanziellen Gründen ihren Wohnsitz in Berlin aufgeben und begannen ein unstetes Wanderleben, das sie häufig in kleinere Städte wie Heidelberg oder Krefeld, abseits einer etwaigen Konkurrenz führte. 1829–32 lebten sie zusammen in Frankfurt am Main, ab 1832 dann wieder in Berlin, wo sie erneut einen Salon führten. Außerdem betätigten sich beide im „Kaffeter“-Klub bzw. „Kaffeter Kreis“ für unverheiratete künstlerisch tätige Damen, Wilhelmine als Protokollführerin und Redakteurin der Kaffeter-Zeitung. Wilhelmine Bardua war eine Freundin der Familie Bettina von Arnim und Achim von Arnim. 1852 übersiedelten Wilhelmine und ihre Schwester nach Ballenstedt, wo Wilhelmine Gesangs- und Französisch-Unterricht gab. Nach dem Tod Carolines 1864 verfasste Wilhelmine Bardua die Biografie ihrer Schwester und starb nur ein Jahr nach ihr 1865. Das Jugendleben der Malerin Caroline Bardua erschien posthum 1874.

## Ehrungen
In Ballenstedt wurde die Barduastraße nach den Schwestern benannt, am Geburtshaus in der Allee 37 und am Haus in der Allee 38, in dem die Schwestern ihren Lebensabend verbrachten, sind zudem Informationstafeln angebracht.

## Schriften
- Wilhelmine Bardua: Jugendleben der Malerin Caroline Bardua. Mit dem Bildniß der Caroline Bardua. Nach einem Manuscript ihrer Schwester Wilhelmine Bardua herausgegeben von Walter Schwarz. Hoffmann, Breslau 1874. (Digitalisat)
- Wilhelmine Bardua: Die Schwestern Bardua. Bilder aus dem Gesellschafts-, Kunst- und Geistesleben der Biedermeierzeit. Aus Wilhelmine Barduas Aufzeichnungen gestaltet von Johannes Werner. Koehler & Amelang, Leipzig 1929.